# Federico Faggin
Federico Faggin /ˈfad͡ʒɪn/ (né le 1er décembre 1941 à Vicence, en Vénétie) est un physicien et inventeur italien, spécialisé en physique du solide. Pionnier de l'informatique et de la technologie des semi-conducteurs, il est l'un des pères du microprocesseur, responsable de sa conception et de sa mise en œuvre.

## Biographie
Né à Vicence, Italie, Federico Faggin obtint un diplôme en physique, « summa cum laude », de l'université de Padoue en 1965. Après sa sortie de l'École Technique Supérieure A. Rossi (Vicence), à l'âge de 19 ans, il fut recruté par Olivetti, en Italie, où il a conçu et dirigé la mise en œuvre d'un petit ordinateur. Il a travaillé chez SGS - Società Generale Semiconduttori SpA en Italie (maintenant appelé STMicroelectronics à Agrate Brianza près de Milan, où il a développé la première technologie du processus MOS de SGS et conçu ses premiers circuits intégrés, puis à Palo Alto avec Thomas Klein. Il est devenu ainsi le concepteur du premier circuit intégré commercial à grilles auto-alignées, le Fairchild 3708. Federico Faggin est chef de projet de la Silicon Gate Technology (SGT), la première méthode pratique pour la fabrication des circuits intégrés MOS (structure métal/oxyde/semi-conducteur) avec grilles auto-alignées, qui a remplacé la grille d'aluminium traditionnelle d'un transistor MOS par une grille en silicium, pour intégrer deux fois plus de transistors dans la même surface. Federico Faggin est embauché par Intel en avril 1970, pour être le chef de projet, le créateur de la méthodologie de conception et le concepteur principal, en seulement quelques mois, avec Marcian Hoff, des quatre puces de l'Intel 4004, qui servit initialement à fabriquer des contrôleurs graphiques en mode texte puis devint un processeur d'usage général, avec une licence achetée au japonais Busicom.
Pour cette raison, en 1968, il a déménagé en Californie. Chez Fairchild, il a créé la Technologie MOS Silicon Gate (1968). Chez Intel, il a dirigé le développement et conçu le premier microprocesseur au monde, l'Intel 4004 (1970-1971). Le 4004, considéré comme le premier microprocesseur au monde, était  un CPU à usage général, commercialisé en 1971 et utilisé dans des milliers d'applications différentes. Faggin a conçu également trois générations de microprocesseurs 8-bits : l'Intel 8008 et 8080 et le Z80. Le Z80 a été créé à Zilog, l’entreprise de microprocesseurs qu'il a fondée en 1974. Il est à la fois un inventeur et un entrepreneur qui a fondé trois sociétés de haute technologie : Zilog en 1974, Cygnet Technologies en 1982 et Synaptics en 1986.

## Principales réalisations

### Technologie MOS Silicon Gate (1968) – Fairchild, Laboratoires R&D des Semi-conducteurs à Palo Alto, CA
Federico Faggin était le chef de projet de la Silicon Gate Technology (SGT) et inventa son unique architecture de processus. La SGT a été la première méthode pratique au monde pour la fabrication des circuits intégrés MOS (structure métal/oxyde/semi-conducteur) avec grilles auto-alignées. Cette technologie a remplacé la grille d'aluminium traditionnelle d'un transistor MOS par une grille en silicium polycristallin dopé, réduisant considérablement la taille physique et les capacités parasites des transistors. Les avantages de la technologie de la grille en silicium sur la technologie de la grille en métal sont importants : 1. Elle a permis d'intégrer deux fois plus de transistors dans la même surface d’une puce ; 2. Les circuits étaient 3 à 5 fois plus rapides, pour la même dissipation d’énergie ; 3. Les circuits avaient 10 à 100 fois moins de pertes de courant aux contacts ; 4. La technologie était beaucoup plus fiable ; 5. Elle a rendu possible la création de nouveaux types d'appareils, tels que la mémoire non-volatile utilisant des transistors à grille flottante, et les capteurs d'image CCD. C’est la Technologie Silicon Gate qui a rendu possible la création des mémoires à semi-conducteurs en 1969 - 1970 et le microprocesseur en 1970 - 1971.

### Le premier circuit intégré commercial à grilles auto-alignées au monde (1968): le Fairchild 3708
Un multiplexeur analogique 8-bits avec logique de décodage, basé sur la TSG. Faggin est aussi le concepteur du 3708 qui a démontré la viabilité commerciale du TSG. Le Fairchild 3708 avait un moindre coût, une rapidité supérieure et de meilleures caractéristiques de perte aux contacts (essentiel pour un multiplexeur analogique) que le Fairchild 3705, le circuit intégré équivalent (utilisant la technologie de grille en métal) que le 3708 remplaça.

### Premier microprocesseur au monde (1971): le processeur Intel 4004.

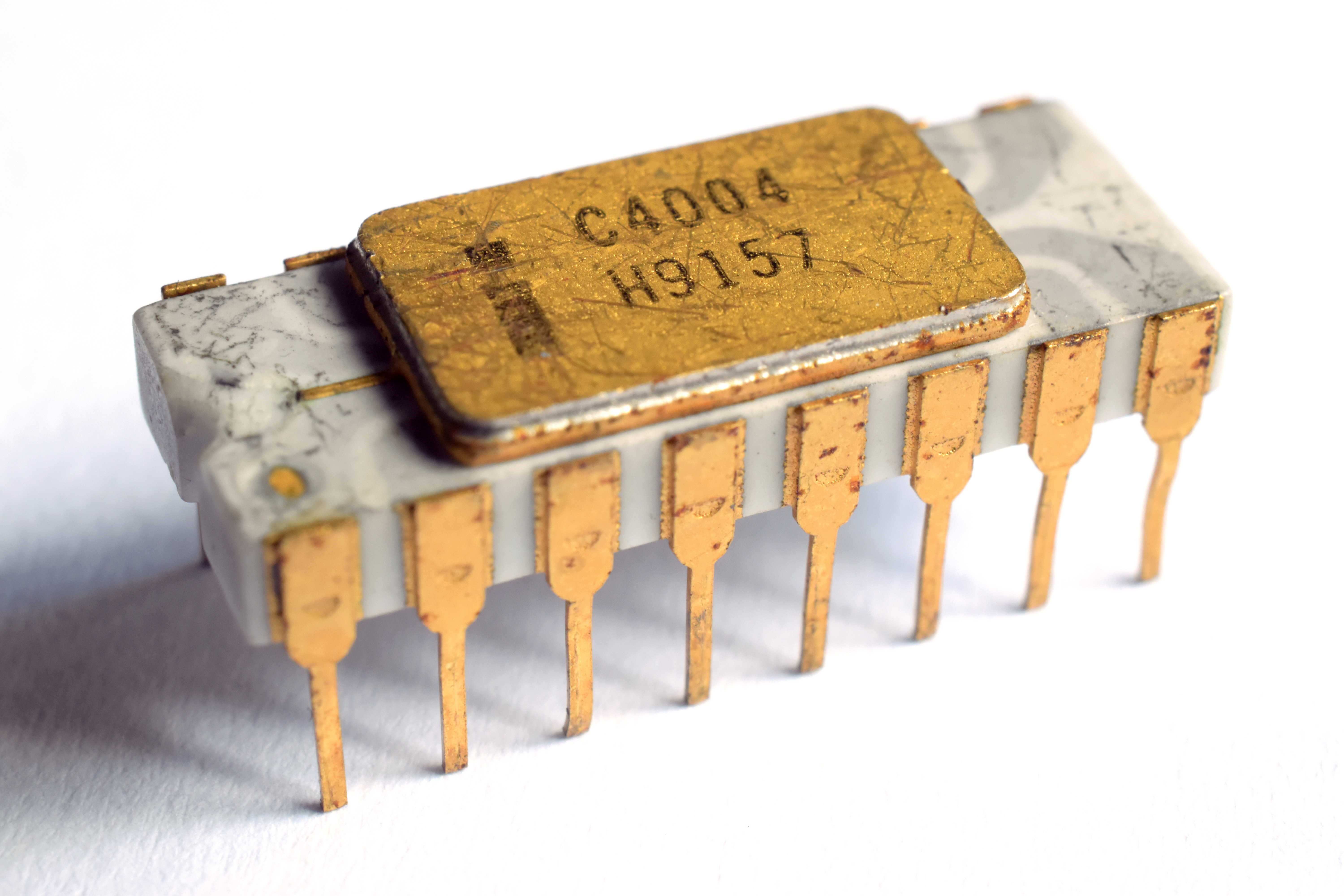
Le processeur Intel 4004.

F. Faggin était le chef de projet, le créateur de la méthodologie de conception et le concepteur principal des quatre puces. L'Intel 4004, rendu possible par les capacités de pointe de la technologie de grille en silicium, est un CPU 4-bit (unité centrale de traitement) sur une seule puce. Le 4004 faisait partie d'une famille de 4 puces spécialement conçues pour Busicom, un fabricant japonais de simulateur. Les trois autres membres de la famille (qui constitue la famille MCS-4) étaient les suivants : le 4001, une ROM programmable de 2k bits avec masque de métal avec lignes entrée-sortie programmables, le 4002, une RAM dynamique de 320-bit avec un port de sortie de 4 bits, le 4003, une entrée série et série / parallèle de 10 bits. La nouvelle méthodologie de conception selon la logique aléatoire avec la TSG conçu par Faggin a été utilisée pour toutes les premières générations de microprocesseurs chez Intel et Zilog,.

### Le tout premier microprocesseur 8-bit (1972): l'Intel 8008
Celui-ci a été le premier CPU à puce unique 8-bit et, comme le 4004, a été construit avec la TSG à canal p. L'architecture de l'Intel 8008 a été créée par CTC, Inc, afin d'équiper le terminal intelligent Datapoint 2200. F. Faggin était le chef de projet, H. Feeney prit en charge le détail de la conception de la puce.

### Le microprocesseur Intel 4040 (1974)
F. Faggin est le responsable de l'architecture de l'Intel 4040 et a supervisé son design, réalisé par Tom Innes. Le 4040 était une version très améliorée du processeur 4004 compatible avec les logiciels permettant son interfaçage direct avec les mémoires standard et périphériques I/O.

### Le microprocesseur Intel 8080 (1974)
L'Intel 8080 a été conçu et architecturé par F. Faggin et dessiné par M. Shima, sous la supervision de Faggin. Le 8080 a été le premier microprocesseur 8 bits à haute performance, utilisant TSG à canal n plus rapide. Le 8080 est une amélioration majeure par rapport à l'architecture du 8008, mais il a conservé sa compatibilité pour les logiciels. Il était beaucoup plus rapide et plus facile à interfacer avec la mémoire externe et les périphériques d'I/O que le 8008. La haute performance et le faible coût du 8080 a permis pour la première fois l'utilisation de microprocesseurs pour de nombreuses applications nouvelles, y compris les précurseurs de l'ordinateur personnel.

### Le microprocesseur Zilog Z80 (1976)
F. Faggin a conçu et architecturé le CPU Z80 (Zilog Z80) et sa famille de pièces. Il a également codessiné le processeur, dont le chef de projet était M. Shima. Le CPU Z80 a été une amélioration majeure par rapport au 8080, mais il a conservé la compatibilité avec les logiciels. Beaucoup plus rapide et avec plus de deux fois plus de registres et d’instructions que le 8080, il faisait partie d'une famille de composants qui comprenait plusieurs périphériques intelligents (le Z80-PIO, un contrôleur programmable à entrée/sortie parallèles; le Z80-CTC, un compte-temps programmable, le Z80-SIO, un contrôleur programmable d'interface de communication en série, et le Z80-DMA, un contrôleur programmable de mémoire à accès direct). Cette famille de puces permit la conception de micro-ordinateurs puissants et peu coûteux avec des performances similaires aux mini-ordinateurs. Le CPU Z80 avait une structure de bus et d'interruption nettement meilleures que le 8080 et pouvait s'interfacer directement avec une RAM dynamique, parce qu’elle incluait un contrôleur interne de rafraichissement de mémoire. Le Z80 a été utilisé dans bon nombre des premiers ordinateurs personnels. Le Z80 était toujours en production à fort volume en 2009.

### Le microcontrôleur Zilog Z8 (1978)
F. Faggin conçut le Z8 en 1974, peu après qu’il eut fondé Zilog. Le Z8 a été dessiné en 1976-1978. Le Z8 était l'un des premiers ordinateurs à puce unique (SoC: system on chip) sur le marché. Il a intégré un CPU 8-bit, une RAM, une ROM et une installation I/O Communication (1984), installations suffisantes pour de nombreuses applications de contrôle.

### Le COsystème Communication (1984)
Le COsystème a été conçu par F. Faggin et dessiné et produit par Cygnet Technologies, Inc, la deuxième société startup de Faggin. Connecté à un ordinateur personnel et à une ligne téléphonique standard, le COsystème pourrait automatiquement prendre en charge toutes les communications personnelles vocales et de données de l'utilisateur, y compris le courrier électronique, l’accès aux bases de données, les transferts d’écran d'ordinateur pendant une communication vocale, la tenue d’un registre des appels, etc. Le brevet couvrant le COsystème (Brevet No 4.524.244 ; Appareil de Télécommunications Digitales et Vocales, par Federico Faggin, et al.) est très cité dans le domaine de la communication personnelle.

### Création du Synaptics I 1000 (1991) et du Touchpad (1994)
En tant que cofondateur, président et administrateur délégué de Synaptics, F. Faggin a également contribué à la création du Synaptics I 1000 (1991), le premier système optique de reconnaissance de caractères à puce unique au monde et du pavé tactile Synaptics (Touchpad 1994). F. Faggin est le coïnventeur de 10 brevets attribués à Synaptics.

### Autres actions
Durant son mandat comme le Président et Administrateur Délégué de Foveon, Faggin revitalisa l'entreprise et l’orienta vers une nouvelle stratégie technologique et commerciale, résultant en l’avènement de capteurs d’images supérieurs en tous les paramètres critiques aux meilleurs capteurs de la concurrence, tout en utilisant une puce de près de la moitié de la taille de celles des appareils concurrents. Faggin a également supervisé l'acquisition réussie de Foveon par la société japonaise Sigma en novembre 2008.

## Prix et récompenses
Federico Faggin est le récipiendaire de plus de 25 prix nationaux et internationaux. Les plus importants sont: 
- Marconi International Fellowship Award (1988),
- IEEE W. Wallace McDowell Award: « Pour ses  contributions exceptionnelles au domaine de l'informatique avec la Technologie Silicon Gate (TSG) et le premier microprocesseur commercial » (1994)
- Intronisation au Temple National des Inventeurs (1996),
- Prix de Kyoto pour la Technologie Avancée (1997),
- Prix Robert N. Noyce remis par la Semiconductor Industry Association (2000),
- Lifetime Achievement Award par l'Organisation Européenne des Brevets, Bruxelles (2006).
- Docteur Honoris Causa des Universités de Milan (Sciences informatiques 1994),
- Pavie (Ingénierie électronique 2007),
- Rome Tor Vergata (Ingénierie électronique 2002),
- Palerme (Ingénierie électronique 2008),
- Vérone (Ingénierie électronique 2009).
- 2009 National Medal of Technology and Innovation, présentée en novembre 2010, du président américain Barack Obama
- Le 2011 George R. Stibitz Lifetime Achievement Award (American Computer Museum (Bozeman-MT), remis à Federico Faggin « Pour les contributions fondatrices au développement du monde moderne technologique, y compris la technologie MOS porte de silicium qui a conduit à la réalisation du premier microprocesseur au monde en 1971. »

## Articles originaux sur le premier processeur MCS-4
- (en) F. Faggin et M. E. Hoff: Standard Parts and Custom Design Merge in a Four-chip Processor Kit. Electronics, 24 avril 1972
- (en) F. Faggin, et al.: The MCS-4 An LSI Microcomputer System. IEEE 1972 Region Six Conference

## Sources
- (en) Cet article est partiellement ou en totalité issu de l’article de Wikipédia en anglais intitulé « Federico Faggin » (voir la liste des auteurs).